# 来安路
来安路军民总管府，元朝时在广西设置的路。
原为宋朝来安军。元世祖至元十三年（1276年），知来安军李维屏、知来安军兼知冻州事岑从义降元，来安军升为来安路。治所今广西壮族自治区田阳县。《续文献通考》记载来安路有程县、上林长官司、安隆长官司、罗博州、俟州、龙川州、安德州、归仁州、乐归州、顺隆州、昭假州、训州、路城州。《翰墨全书》记载又有七源州、唐火洲、回城州。元仁宗延祐六年（1319年），来安路总管岑世兴叛元，据唐火州。明朝分为安隆司（今广西壮族自治区隆林县）和泗城州（今广西壮族自治区凌云县）管辖。